# Stephen Kiprotich
Stephen Kiprotich (ur. 27 lutego 1989) – ugandyjski lekkoatleta specjalizujący się w biegach długich.
Na międzynarodowej arenie zadebiutował w 2006 roku bez większych sukcesów startując w mistrzostwach świata w biegach przełajowych. Rok później odpadł w eliminacjach mistrzostwa świata w rywalizacji na dystansie 5000 metrów. W biegu na 10 000 metrów zajął w 2008 roku w Bydgoszczy piąte miejsce podczas juniorskich mistrzostw świata, a w 2010 był w tej konkurencji szósty na mistrzostwach Afryki. Wraz z kolegami z reprezentacji zdobył w 2011 drużynowe wicemistrzostwo świata w biegach przełajowych. Na dziewiątej pozycji ukończył bieg maratoński na mistrzostwach świata w Daegu (2011). Podczas igrzysk olimpijskich w Londynie zdobył złoty medal olimpijski w maratonie – był to pierwszy medal igrzysk olimpijskich dla Ugandy od 1996 roku oraz pierwszy złoty medal dla tego kraju od czasu wygrania w 1972 roku przez Johna Akii-Bua biegu na 400 metrów przez płotki podczas igrzysk w Monachium. Rok później sięgnął po złoto mistrzostw świata w Moskwie.
Rekordy życiowe: bieg na 5000 metrów – 13:23,70 (24 maja 2008, Hengelo); bieg na 10 000 metrów – 27:58,03 (25 czerwca 2010, Birmingham); bieg maratoński – 2:06:33 (22 lutego 2015, Tokio), rezultat ten jest rekordem Ugandy.

## Osiągnięcia
| Rok  | Impreza                                   | Miejsce        | Konkurencja      | Pozycja     | Wynik    |
| ---- | ----------------------------------------- | -------------- | ---------------- | ----------- | -------- |
| 2006 | Mistrzostwa świata w biegach przełajowych | Fukuoka        | bieg juniorów    | 24. miejsce | 25:02    |
| 2007 | Mistrzostwa świata w biegach przełajowych | Mombasa        | bieg juniorów    | 19. miejsce | 25:07    |
| 2007 | Mistrzostwa świata                        | Osaka          | bieg na 5000 m   | eliminacje  | 14:04,22 |
| 2008 | Mistrzostwa świata w biegach przełajowych | Edynburg       | bieg juniorów    | 12. miejsce | 23:09    |
| 2008 | Mistrzostwa świata w biegach przełajowych | Edynburg       | drużyna juniorów | 3. miejsce  |          |
| 2008 | Mistrzostwa świata juniorów               | Bydgoszcz      | bieg na 10 000 m | 5. miejsce  | 28:10,71 |
| 2009 | Mistrzostwa świata w biegach przełajowych | Amman          | bieg seniorów    | 23. miejsce | 36:23    |
| 2010 | Mistrzostwa Afryki                        | Nairobi        | bieg na 10 000 m | 6. miejsce  | 28:33,85 |
| 2011 | Mistrzostwa świata w biegach przełajowych | Punta Umbría   | bieg seniorów    | 6. miejsce  | 34:07    |
| 2011 | Mistrzostwa świata w biegach przełajowych | Punta Umbría   | drużyna seniorów | 2. miejsce  |          |
| 2011 | Mistrzostwa świata                        | Daegu          | bieg maratoński  | 9. miejsce  | 2:12:57  |
| 2012 | Igrzyska olimpijskie                      | Londyn         | bieg maratoński  | 1. miejsce  | 2:08:01  |
| 2013 | Mistrzostwa świata                        | Moskwa         | bieg maratonski  | 1. miejsce  | 2:09:51  |
| 2015 | Mistrzostwa świata                        | Pekin          | bieg maratoński  | 6. miejsce  | 2:14:43  |
| 2016 | Igrzyska olimpijskie                      | Rio de Janeiro | bieg maratoński  | 14. miejsce | 2:13:32  |
| 2017 | Mistrzostwa świata w biegach przełajowych | Kampala        | bieg seniorów    | 17. miejsce | 29:27    |
| 2017 | Mistrzostwa świata w biegach przełajowych | Kampala        | drużyna seniorów | 3. miejsce  |          |
| 2019 | Mistrzostwa świata                        | Doha           | maraton          | 18. miejsce | 2:15:04  |